# Vinuesa
Vinuesa és un municipi de la província de Sòria, a la comunitat autònoma de Castella i Lleó. A més a més, és el cap de la comarca de Pinares. L'extensió del municipi és de 142,94 km² i la seva densitat de població és de 7,02 hab./km²

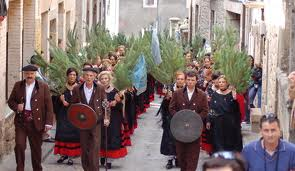
Imatge de la Pinochada. Vinuesa. Soria

Especialment famosos són la casa de Los Ramos i el pont romà. Les seves festes patronals són del 14 al 18 d'agost i entre els seus actes principals està "la Pinochada" i "La Pingada del Mayo".